# Urupema
Urupema este un oraș în Santa Catarina (SC), Brazilia.